# Live at Wembley (альбом Babymetal)
Live at Wembley: Babymetal World Tour 2016 Kicks Off at The SSE Arena, Wembley (обычно упоминается как Live at Wembley) — это второй концертный альбом и пятый видеоальбом японской каваии-метал группы Babymetal. Альбом содержит записи с мирового тура Babymetal World Tour 2016: Legend Metal Resistance и был выпущен 23 ноября 2016 года в Японии компаниями BMD Fox Records и Toy’s Factory и 9 декабря 2016 года в Великобритании компанией earMusic. В альбом вошло живое выступление на арене Уэмбли 2 апреля 2016 года, открывшее мировой тур группы.
Альбом получил в целом положительные отзывы музыкальных критиков и достиг максимума в Японии, заняв соответственно пятое, первое и второе места в еженедельных чартах альбомов, DVD и Blu-ray на Oricon.

## Предыстория и подготовка
26 августа 2015 года Babymetal анонсировали хедлайнерское шоу на арене Уэмбли, назначенное на 2 апреля 2016 года, впервые японская группа стала хедлайнером концерта в этом месте. Билеты поступили в продажу 5 сентября 2015 года. Su-metal упомянула в интервью о важности аудитории Великобритании для группы и рассказала о своей реакции на шоу:

«Мы впервые посетили „Уэмбли Арену“ в июне или июле прошлого года, чтобы посмотреть шоу, и сказали: „Было бы здорово, если бы мы могли выступать на таких больших площадках, как эта“. Это было похоже на сон, поэтому, когда мы услышали новость о том, что выступление Babymetal на „Уэмбли“ подтверждено, мы были потрясены. Я подумала: „Это не сон!“»

Позже в том же году группа анонсировала новый студийный альбом Metal Resistance и мировой тур Babymetal World Tour 2016: Legend Metal Resistance, подтвердив выступление на арене Уэмбли в качестве первой даты тура. Su-metal прокомментировала после объявления: «Мы с нетерпением ждём встречи с нашими поклонниками за границей в следующем году на арене Уэмбли сразу после выхода нашего второго альбома, так что вы можете ожидать, что услышите наши новые песни впервые вживую!!!». В итоге шоу посетили около 12 000 человек, и группа установила рекорд по количеству проданных товаров в этот день.
14 сентября 2016 года на официальном сайте группы было объявлено о выпуске видеоальбома в DVD-издании, Blu-ray-издании и эксклюзивном для фан-клуба «The One» бокс-сете, релиз которого намечен на 23 ноября 2016 года. 11 ноября 2016 года был выпущен трейлер к альбому, который одновременно подтвердил релиз концертного альбома, который будет доступен в Японии 28 декабря 2016 года, а в Великобритании 9 декабря и 30 декабря в физическом и цифровом форматах соответственно. Первые тиражи видеорелиза включали памятную наклейку, а те, что были выпущены в Японии в виде концертного альбома. Позже видеоальбом был выпущен в цифровом формате для скачивания и потокового вещания, вместе с концертами Live at Tokyo Dome и Live: Legend I, D, Z Apocalypse. Позже альбом был переиздан 8 сентября 2021 года в виниловом формате в честь десятилетнего юбилея группы.
Сцена напоминает «возвышающиеся, обветренные руины храма», а пиротехника появляется на протяжении всего концерта. Повествование, звучащее во время концерта, во многом вдохновлено «Звездными войнами», в частности, упоминается имя «Death Vader», отсылающее к Дарту Вейдеру. Среди зрителей, как сообщается, были как «накачанные металхэды», так и «костюмированные кавайные дети». Когда Su-metal спросили о публике, она прокомментировала: «Мне показалось, что на нашем шоу в Уэмбли было много тех, кто пришёл впервые, поэтому некоторые поначалу немного растерялись и не знали, что будет дальше. Но по мере того, как шоу продолжалось, был один момент, когда я почувствовала, что мы заставили всех стать единым целым».
Кроме того, во время исполнения песни «The One» толпа держала различные флаги. Yuimetal прокомментировала: «Я была очень счастлива, когда наши фанаты подняли флаги разных стран, пока мы пели».

## Содержание

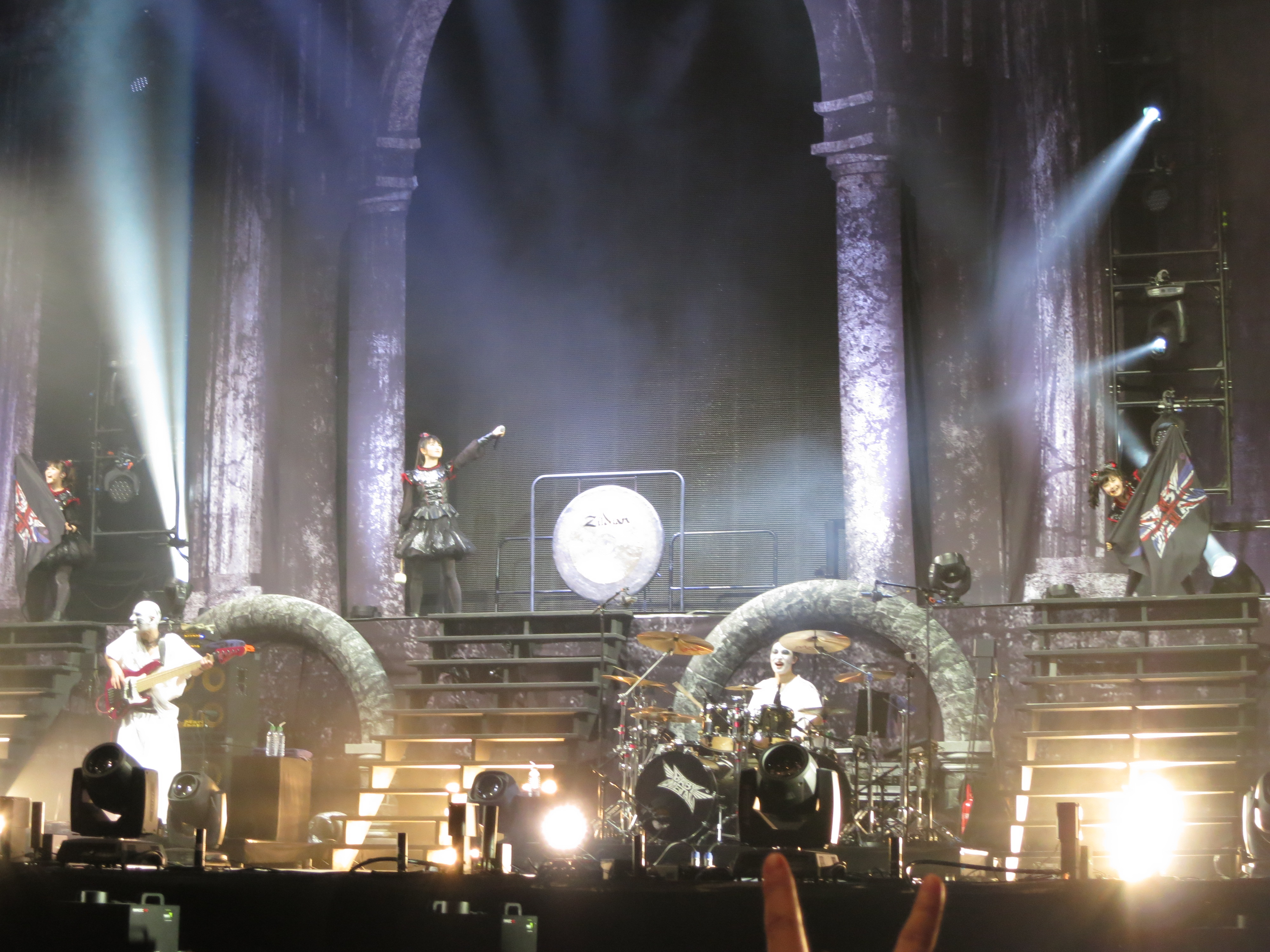
Babymetal и Kami Band исполняют финальную песню «Road of Resistance», которая завершается ударом в гонг.

После вступительного видео с подзаголовком «Metal Resistance Episode IV: Reincarnation» на сцене появляются три фигуры в масках и белых халатах, но тут же исчезают. Затем три участницы поднимаются из-под сцены, исполняют песню «Babymetal Death» с танцевальными движениями в стиле ABBA, а группа Kami Band играет музыку в живую. Kami Band также исполняет соло-перформанс перед песней песни «Catch Me If You Can». Среди исполненных песен из альбома Metal Resistance были песни Black Babymetal «GJ!», соло Su-metal «Amore» и английская версия песни «The One», причём между песнями звучали повествования для перехода от одного музыкального стиля к другому. После финальной песни «Road of Resistance», Moametal, Yuimetal и Su-metal благодарят зрителей, говоря: «Вы так дороги для нас. Мы любим вас!», «Благодаря вам мы сегодня здесь! Мы любим Лондон!», и «Мы возвращаемся в Японию, но помните, что мы всегда на вашей стороне! До встречи!».

## Реакция

### Отзывы критиков
| Оценки критиков | Оценки критиков |
| Источник        | Оценка          |
| --------------- | --------------- |
| AllMusic        | [ 19 ]          |
| Metal Hammer    | [ 20 ]          |

Live at Wembley получил в целом положительные отзывы. Тим Сендра из AllMusic отметил, что «гитары стали немного брутальнее, а общее звучание — грубее, но вокал звучит громко и чётко», и заявил, что хотя релиз «не такой весёлый, как студийные альбомы», он получился привлекательным благодаря «нелепому звучанию, безграничной энергии и запоминающимся песням» группы. Элеонор Гудман из TeamRock назвала альбом «бодрящим всплеском энергии, который так желанен в эти мрачные зимние времена», покритиковав лишь тихие промежутки между треками, а также удаление некоторых песен из дебютного альбома группы.
Ханна Эванс из The Guardian высоко оценила выступление группы, заявив, что девушки «доказали, что они не диковинка, а металл феномен с особой миссией».

### Коммерческий успех
Видеоальбом Live at Wembley занял первое место в чарте Oricon DVD и второе место в чарте Oricon Blu-ray за неделю 5 декабря 2016 года, продажи за первую неделю составили 14 000 и 36 000 копий соответственно. Релиз концертного альбома Live at Wembley занял пятое место в чарте альбомов Oricon за неделю 9 января 2017 года, и достиг максимума на пятом месте в чарте Billboard Top Albums и восьмом месте в чарте Billboard Hot Albums за неделю 9 января 2017 года, с продажами 9 913 копий.

## Список композиций
| №                   | Название                 | Текст песни                                                           | Длительность |
| ------------------- | ------------------------ | --------------------------------------------------------------------- | ------------ |
| 1.                  | «Babymetal Death»        | Kitsune of Metal God                                                  | 6:46         |
| 2.                  | «Awadama Fever»          | Mk-metal Kxbxmetal Takeshi Ueda                                       | 4:19         |
| 3.                  | «Yava!»                  | Nakametal Mk-metal Kxbxmetal Norimetal                                | 3:54         |
| 4.                  | «GJ!»                    | Nakata Caos Yuyoyuppe                                                 | 3:01         |
| 5.                  | «Doki Doki ☆ Morning»    | Nakametal Norizō Motonari Murakawa                                    | 3:54         |
| 6.                  | «Meta Taro»              | Kxbxmetal Ryu-metal                                                   | 4:18         |
| 7.                  | «Amore»                  | Norimetal Mk-metal Kxbxmetal                                          | 5:32         |
| 8.                  | «Megitsune»              | Mk-metal Norimetal                                                    | 5:43         |
| 9.                  | «Karate»                 | Yuyoyuppe                                                             | 4:21         |
| 10.                 | «Ijime, Dame, Zettai»    | Nakametal Tsubometal Kxbxmetal Takemetal                              | 7:03         |
| 11.                 | «Gimme Chocolate!!»      | Mk-metal Kxbxmetal Ueda                                               | 5:14         |
| 12.                 | «The One» (English ver.) | Kitsune of Metal God Kxbxmetal Mish-Mosh                              | 10:21        |
| 13.                 | «Road of Resistance»     | Kitsune of Metal God Mk-metal Kxbxmetal Mish-Mosh Norimetal Kyt-metal | 12:52        |
| Общая длительность: | Общая длительность:      | Общая длительность:                                                   | 77:18        |

| №                   | Название                 | Текст песни                                                           | Длительность |
| ------------------- | ------------------------ | --------------------------------------------------------------------- | ------------ |
| 1.                  | «Babymetal Death»        | Kitsune of Metal God                                                  | 6:46         |
| 2.                  | «Awadama Fever»          | Mk-metal Kxbxmetal Takeshi Ueda                                       | 4:17         |
| 3.                  | «Iine!»                  | Nakata Caos Mish-Mosh                                                 | 4:32         |
| 4.                  | «Yava!»                  | Nakametal Mk-metal Kxbxmetal Norimetal                                | 3:58         |
| 5.                  | «Akatsuki»               | Nakametal Tsubometal                                                  | 7:27         |
| 6.                  | «GJ!»                    | Nakata Caos Yuyoyuppe                                                 | 3:01         |
| 7.                  | «Catch Me If You Can»    | Edometal Narasaki                                                     | 5:56         |
| 8.                  | «Doki Doki ☆ Morning»    | Nakametal Norizō Murakawa                                             | 3:54         |
| 9.                  | «Meta Taro»              | Kxbxmetal Ryu-metal                                                   | 4:22         |
| 10.                 | «Song 4»                 | Black Babymetal                                                       | 7:08         |
| 11.                 | «Amore»                  | Norimetal Mk-metal Kxbxmetal                                          | 5:32         |
| 12.                 | «Megitsune»              | Mk-metal Norimetal                                                    | 5:43         |
| 13.                 | «Karate»                 | Yuyoyuppe                                                             | 4:21         |
| 14.                 | «Ijime, Dame, Zettai»    | Nakametal Tsubometal Kxbxmetal Takemetal                              | 7:03         |
| 15.                 | «Gimme Chocolate!!»      | Mk-metal Kxbxmetal Ueda                                               | 5:14         |
| 16.                 | «The One» (English ver.) | Kitsune of Metal God Kxbxmetal Mish-Mosh                              | 10:21        |
| 17.                 | «Road of Resistance»     | Kitsune of Metal God Mk-metal Kxbxmetal Mish-Mosh Norimetal Kyt-metal | 12:52        |
| Общая длительность: | Общая длительность:      | Общая длительность:                                                   | 103:19       |

Заметки
- Виниловый формат включает все 17 песен из видеоальбома[15].

## Персоналии
Описание взято из буклета Live at Wembley: Babymetal World Tour 2016 Kicks Off at The SSE Arena, Wembley.
- Судзука Накамото (Su-metal) — основной вокал
- Юи Мидзуно (Yuimetal) — основной и бэк-вокал
- Моа Кикути (Moametal) — основной и бэк-вокал
- Туе Мадсен — микширование
- Таки (Parasight Mastering) — мастеринг
- Дана (Distortion) Явин — фотограф

## Чарты
| Чарт (2016—2021)                | Наивысшая позиция |
| ------------------------------- | ----------------- |
| Japanese Albums (Oricon)        | 5                 |
| Japanese DVD (Oricon)           | 1                 |
| Japanese Music DVD (Oricon)     | 1                 |
| Japanese Blu-ray (Oricon)       | 2                 |
| Japanese Music Blu-ray (Oricon) | 1                 |
| Japanese Albums (Billboard)     | 5                 |

## История релизов
| Регион         | Дата            | Формат                                     | Лейбл                                     | Издание(я)                    | Каталог                       | Прим.  |
| -------------- | --------------- | ------------------------------------------ | ----------------------------------------- | ----------------------------- | ----------------------------- | ------ |
| Япония         | 23 ноября 2016  | Blu-ray, CD                                | BMD Fox Records Amuse, Inc.               | Лимитированное «The One»      | ONEB-0007 ONEC-0003 ONEC-0004 | [ 31 ] |
| Япония         | 23 ноября 2016  | DVD Blu-ray                                | BMD Fox Records Toy's Factory Amuse, Inc. | Видео                         | TFBQ−18184 TFXQ−78140         | [ 32 ] |
| Великобритания | 9 декабря 2016  | CD                                         | earMusic                                  | Концертный альбом (13 треков) | EMU0211680                    | [ 33 ] |
| Япония         | 28 декабря 2016 | CD                                         | BMD Fox Records Toy's Factory Amuse, Inc. | Концертный альбом (13 треков) | TFCC-86581                    | [ 34 ] |
| Япония         | 28 декабря 2016 | Цифровая дистрибуция                       | Amuse, Inc.                               | Концертный альбом (13 треков) | н/д                           | [ 35 ] |
| Великобритания | 30 декабря 2016 | Цифровая дистрибуция                       | earMusic                                  | Концертный альбом (13 треков) | н/д                           | [ 36 ] |
| Япония         | 30 декабря 2016 | Стриминговые сервисы                       | Amuse, Inc.                               | Концертный альбом (13 треков) | н/д                           | [ 37 ] |
| Тайвань        | 30 декабря 2016 | Стриминговые сервисы                       | Amuse, Inc.                               | Концертный альбом (13 треков) | н/д                           | [ 37 ] |
| Гонконг        | 30 декабря 2016 | Стриминговые сервисы                       | Amuse, Inc.                               | Концертный альбом (13 треков) | н/д                           | [ 37 ] |
| Сингапур       | 30 декабря 2016 | Стриминговые сервисы                       | Amuse, Inc.                               | Концертный альбом (13 треков) | н/д                           | [ 37 ] |
| Малайзия       | 30 декабря 2016 | Стриминговые сервисы                       | Amuse, Inc.                               | Концертный альбом (13 треков) | н/д                           | [ 37 ] |
| Мир            | 12 апреля 2017  | Цифровая дистрибуция, стриминговые сервисы | Amuse, Inc.                               | Видео                         | н/д                           | [ 14 ] |
| Япония         | 8 сентября 2021 | LP                                         | BMD Fox Records Toy's Factory Amuse, Inc. | Концертный альбом (17 треков) | TFJC-38078/80                 | [ 15 ] |